# Noyers-Bocage
Noyers-Bocage is een plaats en voormalige gemeente in het Franse departement Calvados in de regio Normandië. De plaats maakt deel uit van het arrondissement Vire.

## Geschiedenis
De gemeente maakte deel uit van het kanton Villers-Bocage totdat dit op 22 maart 2015 werd opgeheven en de gemeenten werden opgenomen in het kanton Aunay-sur-Odon. Op 1 januari 2016 fuseerde Noyers-Bocage met de aangrenzende gemeente Missy tot de commune nouvelle Noyers-Missy, die op 1 januari 2017 fuseerde met Le Locheur en Tournay-sur-Odon tot de huidige commune nouvelle Val d'Arry, waarvan Noyers-Bocage de hoofdplaats werd.

## Geografie
De oppervlakte van Noyers-Bocage bedraagt 8,9 km², de bevolkingsdichtheid is 123,9 inwoners per km².
De onderstaande kaart toont de ligging van Noyers-Bocage met de belangrijkste infrastructuur en aangrenzende gemeenten.

## Demografie
Onderstaande figuur toont het verloop van het inwonertal (bron: INSEE-tellingen).
Vanwege een beveiligingsprobleem met de MediaWiki Graph-software is het momenteel niet mogelijk deze grafiek weer te geven. Zodra de software is bijgewerkt zal de grafiek vanzelf weer zichtbaar worden.
Le Locheur · Missy · Noyers-Bocage · Tournay-sur-Odon